# 蕭子峻
蕭 子峻（しょう ししゅん、永明3年（485年）- 永泰元年1月25日（498年3月3日））は、南朝斉の皇族。衡陽王。武帝蕭賾の十八男。字は雲嵩。

## 経歴
蕭賾と阮淑媛のあいだの子として生まれた。永明7年（489年）3月、広漢郡王に封じられた。
建武2年（495年）9月、衡陽王に改封された。
永泰元年正月丁未（498年3月3日）、明帝の命により殺害された。享年は14。

## 伝記資料
- 『南斉書』巻40 列伝第21
- 『南史』巻44 列伝第34